# Hertioana de Jos, Bacău
Hertioana de Jos (în trecut, Hertioana-Mănăstire sau Hertioana-Statului) este un sat în comuna Traian din județul Bacău, Moldova, România.